# 용인삼환나우빌
용인삼환나우빌(영어: Yongin Samhwan Nauvill)은 대한민국 경기도 용인시 처인구 김량장동에 위치한 아파트다.